# Wii Sports
Wii Sports (Wii スポーツ) és un videojoc esportiu desenvolupat i produït per Nintendo com a títol de llançament per la consola de videojocs Wii. Va ser llançat a Amèrica del Nord juntament amb la Wii el 19 de novembre de 2006, i va ser llançat al Japó, Austràlia i a Europa el següent mes. El joc s'inclou com un "pack-in-game" amb la consola Wii en tots els territoris excepte Japó, fent-lo ser el primer joc inclòs amb el llançament del sistema de Nintendo des del Mario's Tennis per la Virtual Boy el 1995. Wii Sports forma part de la marca Touch! Generations.
El joc és una col·lecció de simulacions de cinc esports, dissenyats per a demostrar capacitats i possibilitats del Wii Remote als nous jugadors. Els cinc jocs que s'inclouen són tennis, beisbol, bitlles, golf i boxa. Els jugadors utilitzen el Wii Remote per representar les accions que es fan als esports reals, com ara sacsejant una raqueta de tennis. El joc també inclou els modes d'entrenament i fitness que controla el progrés dels jugadors als esports.
En general, Wii Sports ha sigut ben rebut pels crítics i ha rebut premis de la premsa de videojocs i de la comunitat d'entreteniment. És el videojoc més venut de tots els temps, superant l'anterior més venut, Super Mario Bros., el 2009. Al final del 2009 s'havien vengut 60,67 milions de còpies arreu del món. Wii Sports ha sortit per televisió en anuncis de la Wii, reportatges, i altres programes. El joc és especialment popular en reunions social i cometicions entre jugadors de diferent edat. El joc té una seqüela, Wii Sports Resort, realitzada el 2009.
Wii Sports forma part de la saga sovint anomenada com a Wii Series. Aquesta saga inclou el Wii Play i els propers Wii Music i Wii Fit.

## Modes de joc

### Mode principal
El mode principal del joc està dividit en cinc esports: 
- Tennis - En tennis, es juga realitzant amb el Wiimote els moviments reals de la raqueta podent realitzar des de swings fins a volees sense necessitat d'utilitzar un botó. El jugador no ha de preocupar-se per moure el personatge perquè la màquina s'encarrega de moure al personatge. Si es juga una o dues persones, controlarem alhora els dos personatges del nostre equip, ja que només es poden jugar partides dobles. En aquest esport es permet jugar fins a quatre jugadors. Es pot jugar 1 joc o al millor de 3 o 5 jocs, sense permetre configurar-lo al nostre gust.
- Beisbol - Jugarem a aquest esport actuant com llançador o com batedor depenent si estem atacant, és a dir batent, o com llançadors. Per a batre simplement hauríem de romandre en una figura semblant a l'acció de batre i fer el moviment mentre que quan siguem el llançador hauríem de fer l'acció de llançar la pilota, en el nostre cas seria com intentar llançar el wiimote, podent utilitzar els botons A i B per a realitzar diferents efectes segons la combinació. El moviment a través de les bases ho realitza automàticament la màquina. Aquesta manera només dura tres rondes.
- Golf - Al golf es juga realitzant l'acció de copejar a la bola pressionant al botó A controlant la força segons la rapidesa al fer el moviment. Es pot practicar abans de fer el moviment si no estrenyem al botó A. El joc consta de només 9 clots podent jugar en grups de tres segons la seva dificultat o jugant els 9 d'una. Cap destacar que quan arribem al verd podem veure el nivell/desnivell del verd pressionant el botó 1 mentre que pressionem el botó 2 es veu des d'una vista més subjectiva. En aquest joc cal tenir bastant precaució amb el vent i a sobrepassar la força màxima, ja que podem sortir de la pista sent castigats amb un cop més. En aquesta manera poden participar fins a 4 persones sense la necessitat de diversos wiimotes, ja que es poden alternar el mateix comandament.

- Boxa - És l'únic esport de tot el joc que requereix l'ús del Nunchaku per a poder jugar. Ja que utilitzant l'adaptador podrem utilitzar-lo com altre guant de boxa més. Es juga realitzant el gest de copejar a adversaris podent protegir-nos del nostre adversari movent-nos a un costat o ajuntant els comandaments. Només es pot jugar fins a un màxim de tres rondes tret que un dels personatges sigui knockejat. Cada jugador compte amb una barra d'energia que a poc a poc va baixant segons la quantitat i força dels cops podent caure al ring quan perdem tota la barra però per regla general un personatge aguanta tres caigudes al ring, tret que hàgim estat knockejat amb una bona combinació de cops. Es permeten fins a dos jugadors.
- Bitlles - Poden jugar fins a quatre jugadors, podent compartir els comandaments com en el joc de golf. La manera de jugar és, després de controlar la posició i adreça del nostre personatge mitjançant el comandament i el botó A, és de fer el moviment de llançar la bola. És a dir, deixarem pressionat el botó B, i llavors realitzarem el moviment des de davant del cap enrere per a agafar força i després cap endavant per a soltar la bola. AL final just del moviment hauríem de soltar el botó B. Com més es trigui a soltar-la més alt serà el llançament i menys efecte agafarà la bola. Per a realitzar l'efecte hauríem de llançar la bola més rasa del sòl i just abans de soltar el boton B hauríem de girar el comandament cap on vulguem l'efecte.

Després d'acabar qualsevol partida a algun esport se'ns reparteixen/resten uns punts d'habilitat segons el bé, o malament, que ho fem. AL sobrepassar la puntuació de 1000 en un esport (la puntuació pot ser diferent depenent del joc) se'ns considera un Pro donant-nos certes recompenses o fent més difícil el joc.

### Mode entrenament
Gran part de la diversió individual prové d'aquest mode que allarga la vida del joc. Aquest mode ens proposa tres proves diferents per a cada esport en la qual ens puntuarà i ens premiarà amb una medalla segons la nostra habilitat (bronze, plata, or i platí).

### Mode Fitness
El mode fitness calcula la nostra edat com esportistes (entre 20 i 80 anys) depenent del bé que ho fem en proves aleatòries de la manera entrenament. El test només pot ser realitzat una vegada al dia usant una gràfica que ens mostra la nostra millora en 1,2 o 3 mesos.

## Curiositats
- En el seu llançament al Japó va vendre un total de 176.167 exemplars (setmana entre el 27 de novembre i el 3 de desembre) ocupant la segona posició per darrere de Tals of Destiny de PS2.
- Es va convertir en el joc de Wii més venut en el llançament per davant d'altres grans com el Wii Play en tercera posició amb 174.297 exemplars (només dos mil menys) i el The Legend of Zelda: Twilight Princess que es trobava en quarta posició amb 139.011 exemplars.
- El joc consta de gran quantitat de trucs en alguns dels esports permetent realitzar des de serveis especials en el tennis fins a realitzar un ple en les bitlles amb 91 bitlles mitjançant un truc.
- Als Estats Units i Europa la consola, tot i ser més cara respecte al Japó, incloïa una còpia gratuïta del Wii Sports mentre que la versió japonesa no contenia aquest joc però era la consola més barata. Per contra, a causa del llançament simultani de la consola, la versió americana contenia el joc Wii Sports en un sobre, al contrari que la versió europea que sí que contenia la caixa original del joc.